# Viva Aerobus
Viva Aerobus, officiellt Aeroenlaces Nacionales, S.A. de C.V, är Mexikos tredje största flygbolag med bas vid flygplatsen i Monterrey i Nuevo   León i nordöstra delen av landet.
Lågprisbolaget grundades år 2006 av en av Ryanairs tre grundare tillsammans med det mexikanska bussbolaget IAMSA och tio år senare övertogs det av de mexikanska delägarna.
Viva Aerobus flyger inrikes i Mexiko och till destinationer i USA. Bolaget står för omkring 20 % av inrikestrafiken (2019).

## Flygplansflotta
Viva Aerobus har 39 flygplan, samtliga från Airbus, med en medelålder på 3,7 år (2020). Tidigare flög man även 
Boeing 737-300
| Typ         | Aktiva | Tidigare | Bild |
| ----------- | ------ | -------- | ---- |
| Airbus A320 | 44     | 5        |      |
| Airbus A321 | 10     |          |      |
| Boeing 737  |        | 25       |      |
| Totalt      | 54     | 30       |      |